# XXI століття
XXI сторіччя — століття, яке розпочалося 1 січня 2001 року і закінчиться 31 грудня 2100 року; поточне сторіччя від Різдва Христового. Це двадцять перше сторіччя нашої ери і перше сторіччя III тисячоліття. Населення світу на початку століття становило 6,1 мільярда людей, станом на кінець 2012 року воно збільшилося до 7 мільярдів і збільшується приблизно на 78 мільйонів щороку.
XXI сторіччя ознаменувалося швидким розвитком мобільних технологій та інтернету. Суспільство почало толерантніше ставитися до гомосексуальності і одностатевих шлюбів. Поступово вирішується проблема расизму, про що свідчить обрання Барака Обами першим темношкірим президентом США. Одним із найглобальніших викликів перед суспільством залишається СНІД, боротьба з яким, утім, дає успішні результати.  Увага людства дедалі більше звертається на екологічні проблеми.
Станом на 2013 рік близько 80 % людей використовували мобільні телефони, а близько 35 % — Інтернет[значущість факту?].

## Нові держави
Деякі країни різним шляхом отримали незалежність у XXI сторіччі. Вони визнані більшістю країн світу.
- Східний Тимор (20 травня 2002)
- Чорногорія (3 червня 2006)
- Косово (17 лютого 2008)
- Південний Судан (9 липня 2011)

Південна Осетія та Абхазія є самопроголошеними державами, зараз вони визнані лише кількома державами або державними утвореннями.

## Основні події

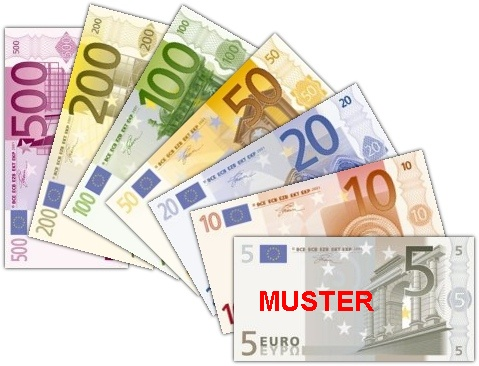
Євро

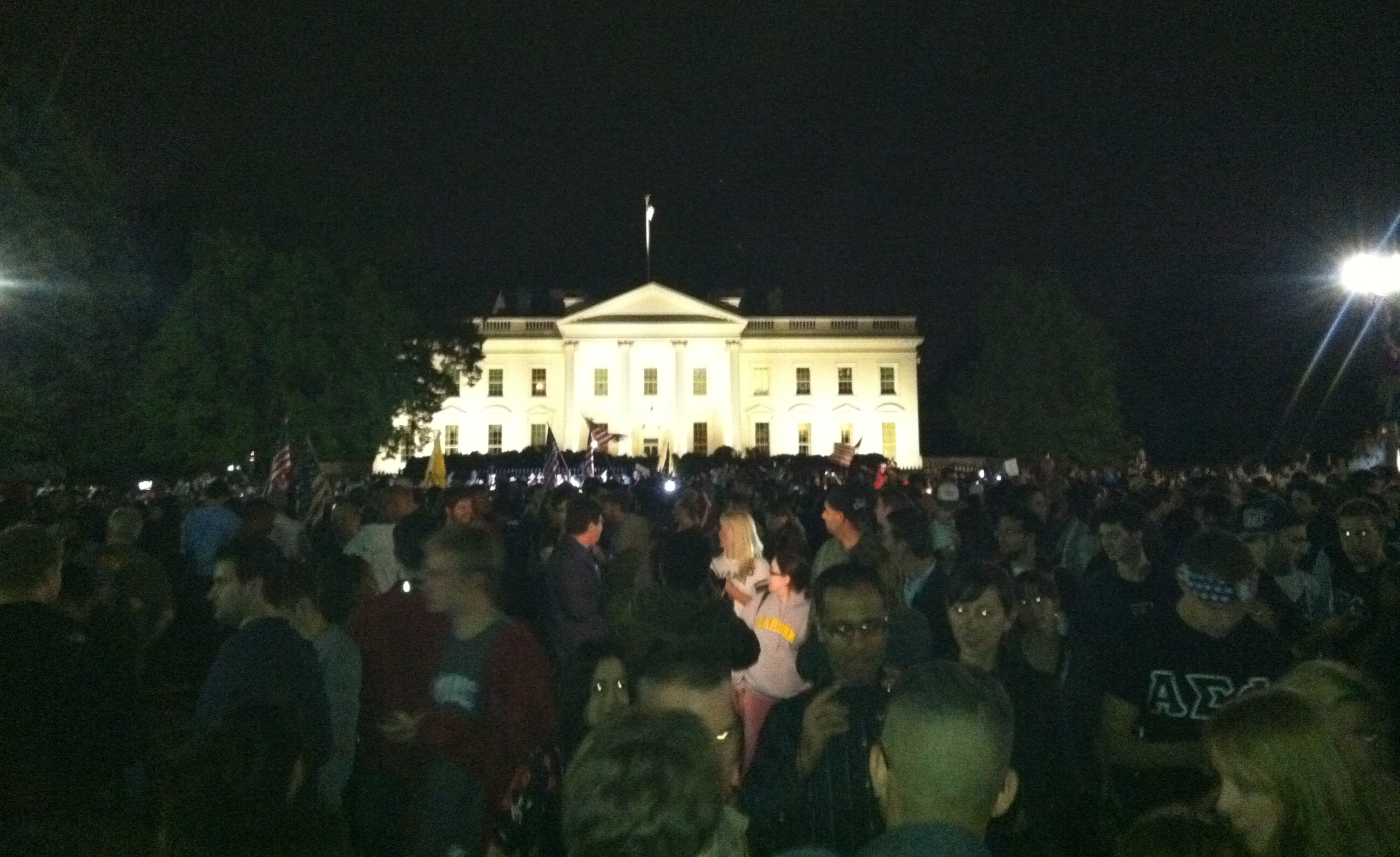
Американці святкують смерть Осами бен Ладена навпроти Білого дому США.

- 2001, 11 вересня  — терористичний акт у США, один з наймасштабніших за всю світову історію; внаслідок нього було знищено Всесвітній торговий центр, пошкоджено частину Пентагону.
- 2001, 7 жовтня  — почалася війна в Афганістані.
- 2001, 25 жовтня — компанія Microsoft випустила операційну систему «Windows XP».
- 2002, 1 січня  — у більшій частині країн Євросоюзу була введена в обіг нова валюта — євро.
- 2002, 1 липня — почав роботу Міжнародний кримінальний суд.
- 2003, 20 березня— почалася Війна в Іраку.
- 2004, 4 лютого  — розпочав роботу «Facebook», що згодом стала найбільшою соціальною мережею у світі.
- 2004, 1 травня — розширення Європейського Союзу, внаслідок якого до нього увійшло десять країн: Кіпр, Чехія, Естонія, Угорщина, Латвія, Литва, Мальта, Польща, Словаччина і Словенія
- 2004, листопад — грудень  — Помаранчева революція в Україні.
- 2008 — Фінансова криза 2008.
- 2008, серпень  — російсько-грузинська війна.
- 2008, 4 листопада  — президентські вибори у США виграв Барак Обама, ставши першим афроамериканцем на цій посаді.

- 2008, 10 вересня — запуск Великого адронного колайдера.
- 2009 — пандемія «свинячого» грипу A/H1N1.
- 2010, 10 квітня — Авіакатастрофа під Смоленськом, внаслідок якої загинув президент Польщі Лех Качинський і багато високопосадовців.
- 2010, кінець — наш час — Арабська весна — серія масових заворушень у низці арабських країн.
- 2011, 2 травня — вбивство Осами бен Ладена.
- 2011, 31 жовтня — на Землі з'явився 7-мільярдний житель.
- 2012, 8 червня — 1 липня — Чемпіонат Європи з футболу, який проходив в Україні та Польщі («Євро-2012»).
- 2013, 28 лютого — Папа Римський Бенедикт XVI відрікся від свого титулу; 13 березня новим Папою був обраний Франциск.
- 2013—2014 Євромайдан в Україні.
- 2014 — донині — Російсько-українська війна.
- 2016, січень-лютий — епідемія грипу H1N1 в Україні.
- 2019 —2023 — Пандемія коронавірусної хвороби 2019.
- 2022 — донині — Повномаштабне вторгнення Росії на територію України.
- 2022, 15 листопада — оголошено, що чисельність людства досягла 8 мільярдів осіб.

## Наука і технології

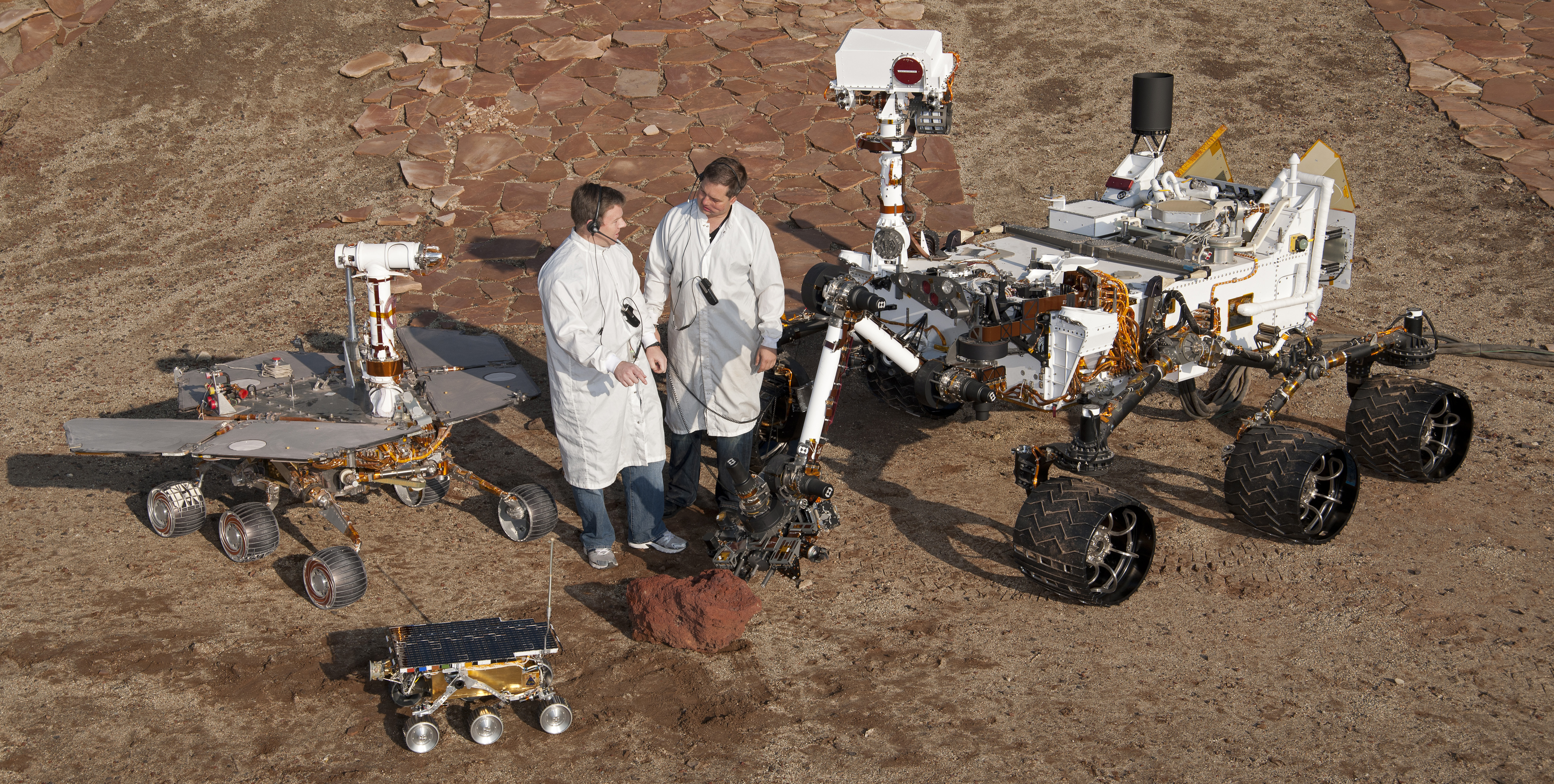
Моделі марсоходів «Соджорнер» (найменший), «Спіріт»/«Оппортьюніті» (середній), «К'юріосіті» (найбільший)

### 2000-ті

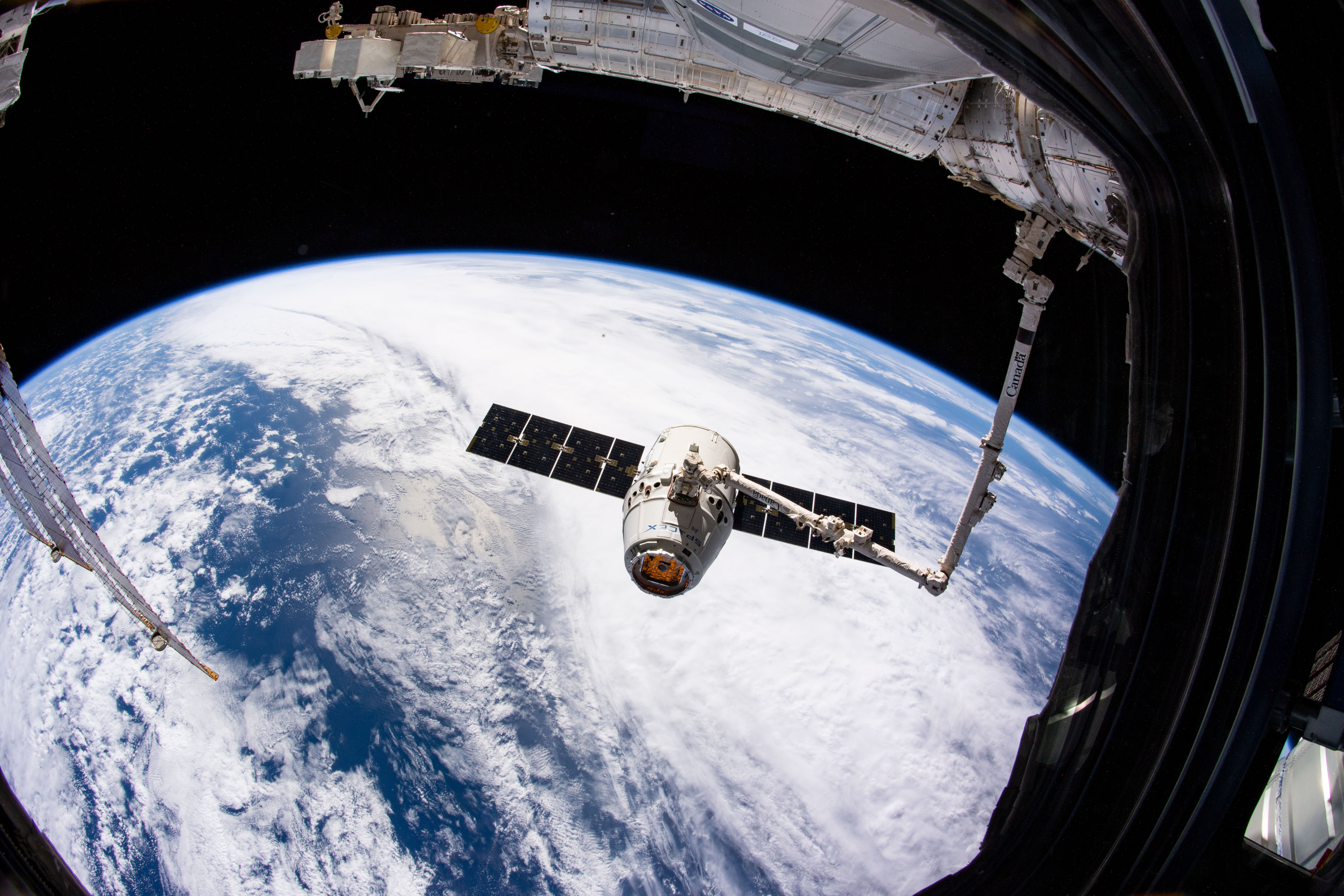
Корабель «Dragon» наближається до МКС

- 2001 — Денніс Тіто став першим космічним туристом, вирушивши на Міжнародну космічну станцію.
- 2002, 1 лютого — катастрофа шатла «Колумбія».
- 2003, 15 жовтня — КНР запустила свій перший космічний корабель «Шенчжоу-5» з екіпажем.
- 2004 — марсохід «Оппортьюніті» висадився на Марс і виявив докази того, що великі території планети в минулому вкривала вода.
- 2004, 21 червня — перший приватний політ людини в космос на кораблі «SpaceShipOne».
- 2005, 14 січня — зонд Гюйгенс висадився на Титан, найбільший із супутників Сатурна.
- 2006, 19 червня — до Плутона запущено зонд «New Horizons».
- 2006, 24 серпня — Плутон було позбавлено статусу планети.
- 2007, 24 жовтня — КНР запустила свою першу місячну місію з автоматичною станцією «Чан'е».
- 2008, 22 жовтня — Індія запустила свою першу місячну місію з апаратом «Чандраян-1».
- 2008, 25 вересня — перший вихід китайського астронавта в космос під час третього запуску екіпажу.
- 2008 — марсохід «Фенікс» виявив воду на Марсі.
- 2009, 2 лютого — Іран запустив свій перший супутник «Омід».

### 2010-ті
- 2011 — НАСА припинило використання шатла «Атлантіс», закінчивши 30-ирічну епоху шатлів.
- 2012 — приватне підприємство SpaceX доставило вантаж на МКС комерційним космічними кораблем «Dragon».
- 2014 — Індія запустила до Марса зонд «Мангальян».
- 2014 — роботизований космічний корабель Європейського космічного агентства «Philae» здійснив успішну посадку на комету 67P, що стало першою кометною посадкою в історії.
- 2015, 14 липня — автоматичний космічний корабель NASA «New Horizons» став першим апаратом, який зблизька сфотографував Плутон.
- 2015, 21 грудня — SpaceX вивела на орбіту ракету «Falcon 9», першу успішно використану багаторазову ракету.
- 2016, 4 липня — космічний зонд НАСА «Юнона» вийшов на полярну орбіту для дослідження планети Юпітер.
- 2016, 26 липня — «Solar Impulse 2» став першим літаком на сонячних батареях, здатним здійснити навколосвітню подорож.
- 2016, 24 серпня — біля Проксими Центавра, на відстані 4,2 світлових років від Землі, виявлено екзопланету (Прокисма Центавра d) земного типу, яка потенційно придатна для життя.
- 2016, 8 вересня — космічний зонд NASA «ORIRIS-Rex» запущений до астероїда Бенну для збору зразків.
- 2019, 3 січня — китайський зонд «Чан'е-4» став першим рукотворним об'єктом, який досягнув зворотного боку Місяця.
- 2019 — НАСА завершила 15-річну місію марсохода «Оппортьюніті», що значно перевищила очікувану тривалість.
- 2019, 7 квітня — Ізраїль запустив свій перший автоматичний космічний корабель «Берешит» до Місяця. Він розбився при посадці.
- 2019 — перше зображення надмасивної чорної діри всередині галактики Messier 87 було зроблено телескопом «Event Horizon».

### 2020-ті
- 2021 — марсохід НАСА «Персеверанс» з гелікоптером «Ingenuity» успішно приземлився на Марс.
- 2021 — космічний телескоп НАСА імені Джеймса Вебба успішно виведений на орбіту.
- 2022 — перше зображення надмасивної чорної діри всередині Чумацького Шляху було зроблено телескопом «Event Horizon».
- 2023, 23 серпня — Індія успішно посадила на Місяць апарат «Чандраян-3».

### Фізика

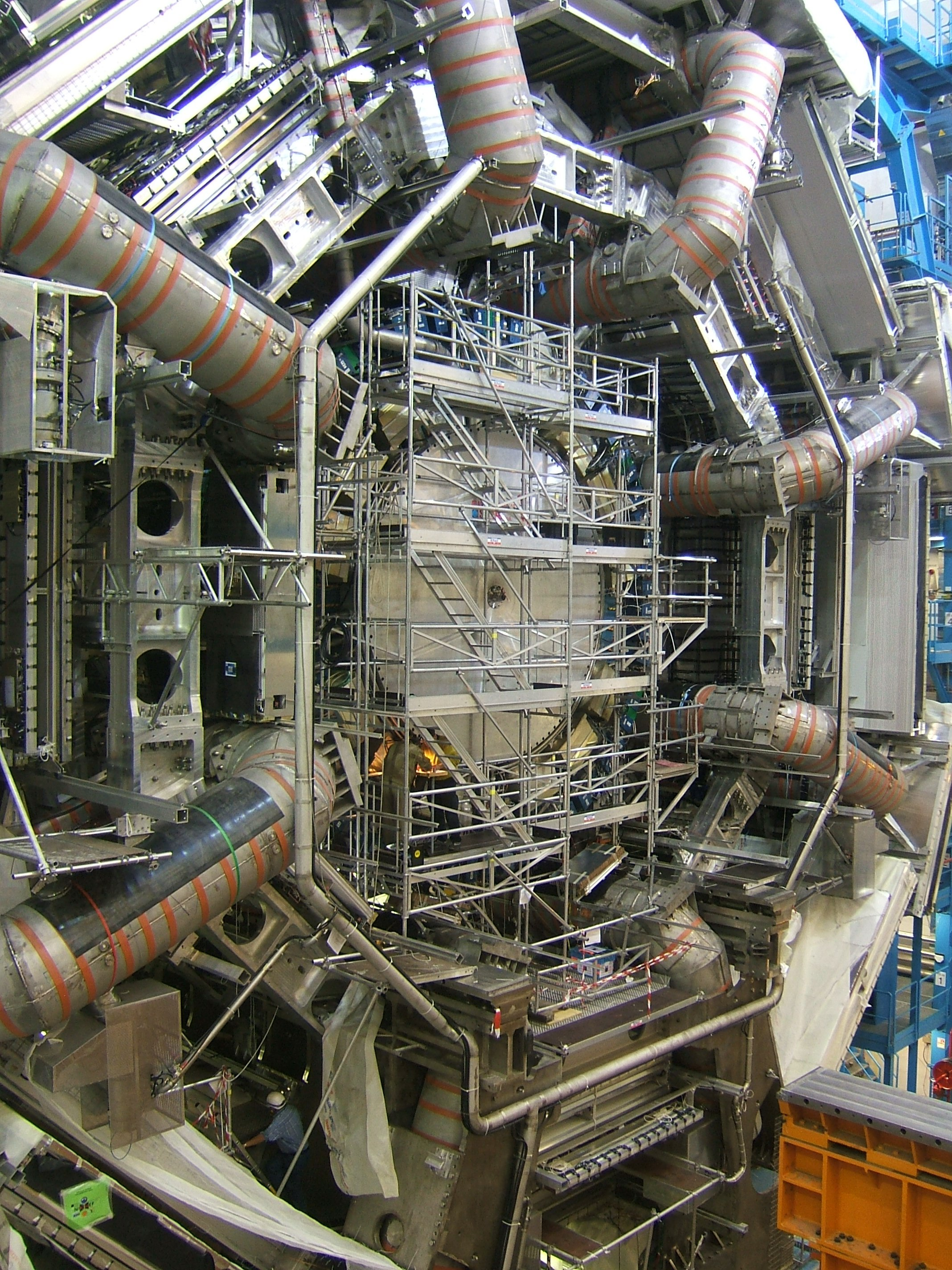
Детектор частинок у Великому адронному колайдері

- Детектор частинок у Великому адронному колайдері2003 — WMAP зафіксовано космічний мікрохвильовий фон.
- 2010 — почав роботу Великий адронний колайдер.
- 2012, 4 липня — відкрито бозон Хіггса на Великому адронному колайдері.
- 2016, 11 лютого — LIGO повідомила, що зафіксувала гравітаційні хвилі, породжені зіткненнями чорних дір.
- 2022, 13 грудня — Міністерство енергетики США повідомило, що вчені з National Ignition Facility досягли першого в історії позитивного приросту енергії від термоядерного реактора.

### Біотехнології та медицина
- 2001 — Жак Мареско виконав першу операцію на відстані через дистанційно керовані інструменти.
- 2003 — завершення Проєкту геному людини.
- 2005 — у Франції виконано першу успішну часткову трансплантацію обличчя.
- 2008 — перша повна трансплантація обличчя.
- 2011 — перша успішна трансплантація матки від померлого донора в Туреччині.
- 2013 — в США in vitro вперше вирощено нирку.
- 2013 — в Японії зі стовбурових клітин вирощена перша людська печінка.
- 2016 — створено першу в історії штучну підшлункову залозу.
- 2020 — розроблено першу вакцину проти COVID-19.
- 2022 — закінчено секвенування геному людини.

## Спорт

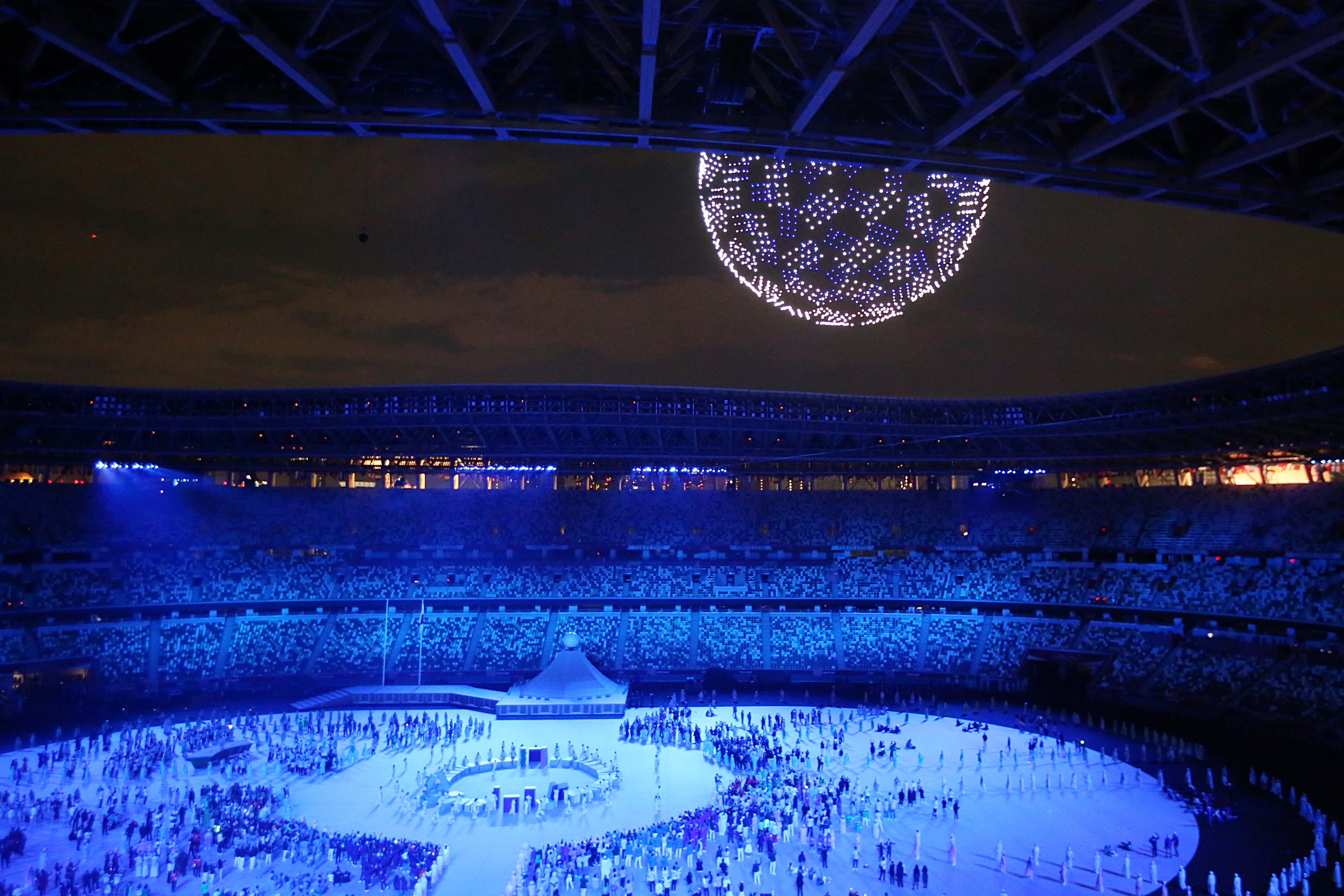
Відкриття Літніх Олімпійських ігор 2024

- Відкриття Літніх Олімпійських ігор 2024 Зимові Олімпійські ігри 2002 року проходили в Солт-Лейк-Сіті, штат Юта, США.
- Літні Олімпійські ігри 2004 року проходили в Афінах, Греція.
- Зимові Олімпійські ігри 2006 року проходили в Турині, Італія.
- Літні Олімпійські ігри 2008 року проходили в Пекіні, Китай.
- Зимові Олімпійські ігри 2010 року проходили у Ванкувері, Британська Колумбія, Канада.
- Літні Олімпійські ігри 2012 року проходили в Лондоні, Велика Британія.
- Зимові Олімпійські ігри 2014 року проходили в Сочі, Росія.
- Літні Олімпійські ігри 2016 року проходили в Ріо-де-Жанейро, Бразилія.
- Зимові Олімпійські ігри 2018 року проходили в південнокорейському Пхенчхані.
- Літні Олімпійські ігри 2020 року проходили в Токіо, Японія.
- Зимові Олімпійські ігри 2022 року проходили в Пекіні, Китай.
- Літні Олімпійські ігри 2024 року пройдуть у Парижі, Франція.
- Зимові Олімпійські ігри 2026 року відбудуться в італійських містах Мілан та Кортіна д'Ампеццо.
- Літні Олімпійські ігри 2028 року відбудуться в Лос-Анджелесі, Каліфорнія, США.
- Літні Олімпійські ігри 2032 року відбудуться в Брісбені, Квінсленд, Австралія.

## Найвизначніший християнський ювілей
У 2033 році мільярди християн планети урочисто відзначатимуть 2000 років Воскресіння та Вознесіння Ісуса Христа.

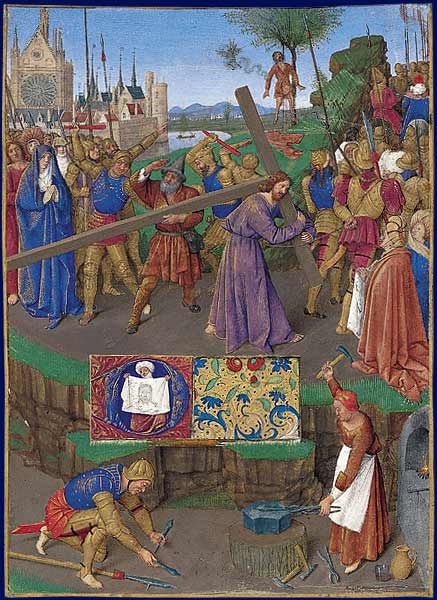
Хресна дорога Ісуса Христа
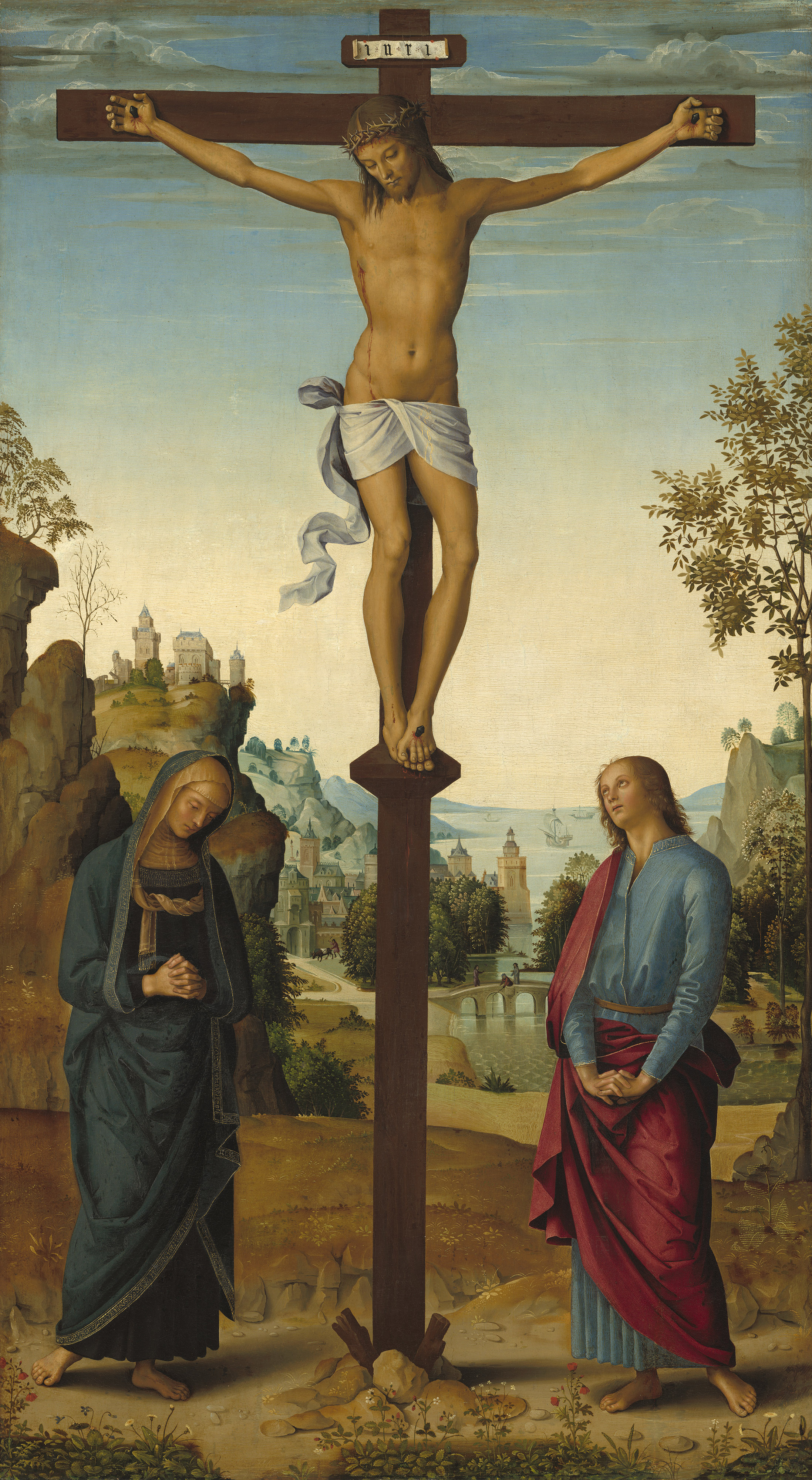
Розп'яття Христа, автор П'єтро Перуджино
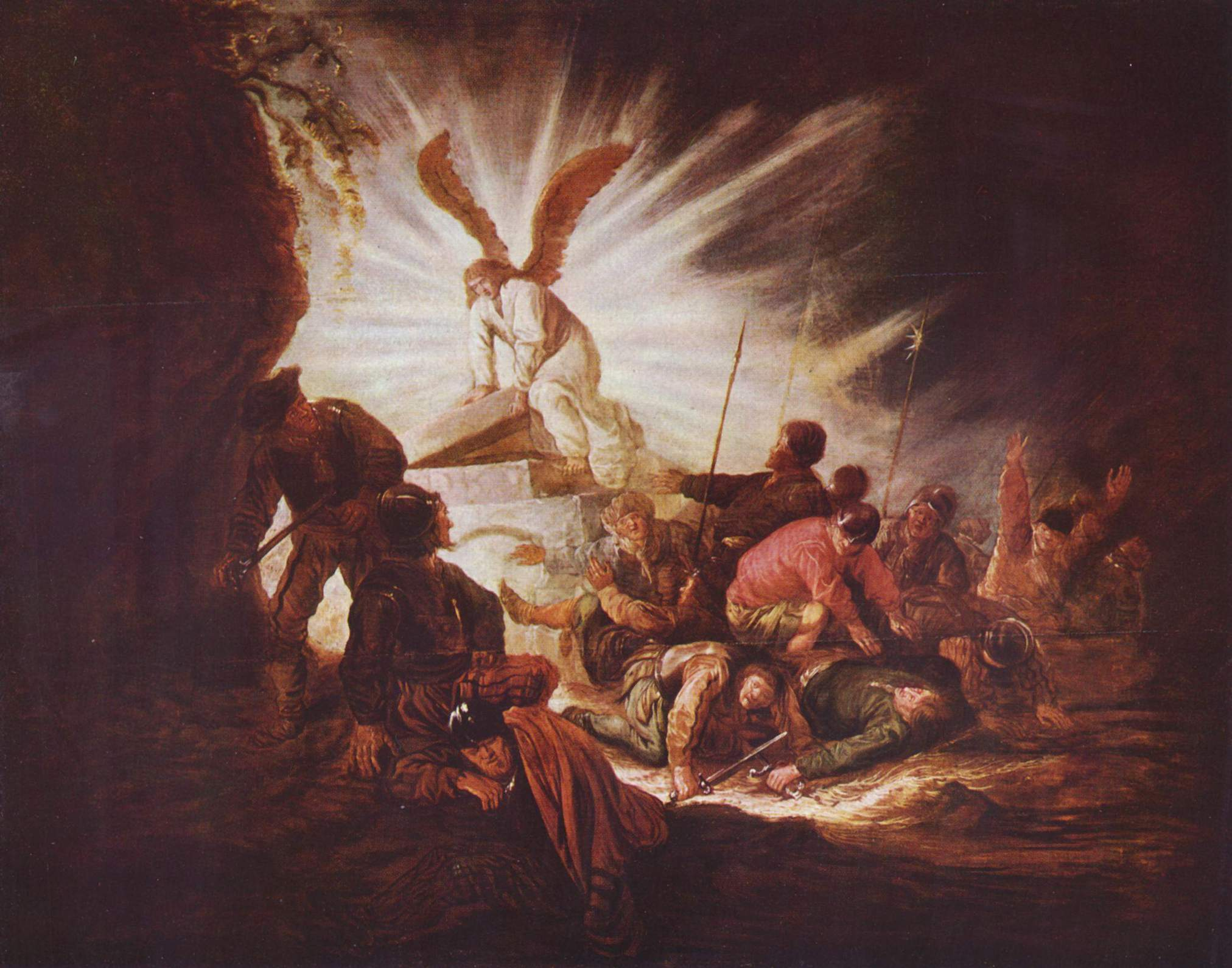
Христове воскресіння. Ангел відкриває Господній гріб. Беньямін Герітч (бл. 1640).
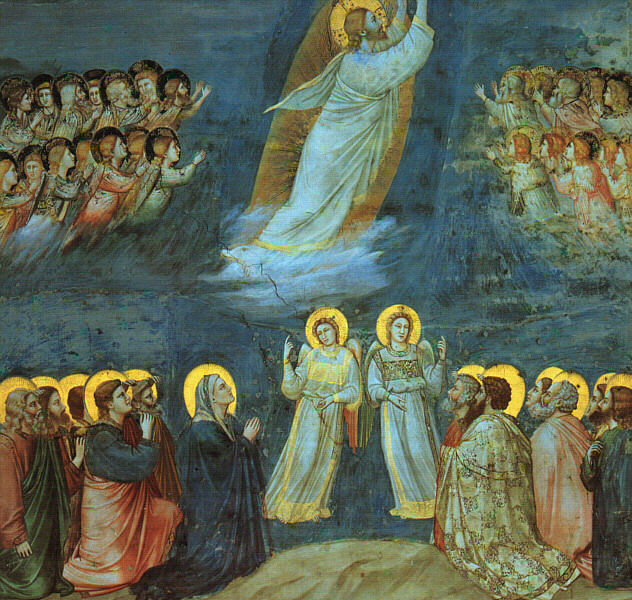
Вознесіння Ісуса Христа, автор Джотто ді Бондоне

### Сучасне християнське літочислення
У всіх державах Європи та більшості країн світу сучасне літочислення нашої ери, включно з XXI століттям та 3-тім тисячоліттям ведеться від Різдва Христового і позначається латинською > Anno Domini, або скорочено: A.D./AD. Повністю фраза звучить: лат. Anno Domini Nostri Iesu Christi (в рік Господа нашого Ісуса Христа). За таким літочисленням нульового року немає, тому 1 рік AD (нової ери) йде відразу ж після 1 року до Різдва Христового (до нової ери).
В українській мові вживається відповідник «рік Божий», «року Божого» (р. Б.).